# Комуністична партія Литви
Комуністична партія Литви — політична партія в Литві. Була урядовою партією у 1940–1941 та 1944–1990 роках. З 1940 до 1990 року — у складі ВКП(б)/КПРС. З 1940 до 1952 року мала назву Комуністична партія (більшовиків) Литви.

## Історія
Ще 1895 року у Литві виник Центр литовських соціал-демократів, а 1896 року було утворено Соціал-демократичну партію Литви. З ініціативи Ф. Дзержинського в 1900 ліві сили об'єдналися в партію Соціал-демократія Королівства Польщі та Литви (СДКПіЛ). З 1901 існувала також Віленська група РСДРП. У 1906 році утворився Союз РСДРП Литви та Білорусії. Після Лютневої революції 1917 почали виникати Литовські секції РСДРП(б) і РКП(б), в жовтні 1917 року очолені Тимчасовим Центральним бюро (В. Міцкявічюс-Капсукас). У жовтні 1918 року їх об'єднав перший з'їзд Комуністичної партії Литви. У зв'язку з об'єднанням у 1919 році Радянських республік Литви та Білорусії існувала єдина КПЛіБ у складі РКП(б). Після поділу КПЛіБ у 1920 році продовжила існування окрема Комуністична партія Литви (член Комінтерну з 1921), яка вела боротьбу проти першої Литовської республіки.
20 грудня 1989 році на XX з'їзді Компартії Литви, що проходив у Вільнюсі, загальним голосуванням було прийнято Декларацію про самостійність партії і про її вихід зі складу КПРС. З того часу партія розвивалась як самостійна сила, та існує дотепер. У цей час партія представлена у парламенті Литви як меншість (станом на грудень 2011 близько 2 відсотків).

### Перші секретарі ЦК КПЛ
- Ейдукявічюс Пранас Вінцович (жовтень 1918 — 1919, голова)
- Міцкявічюс-Капсукас Вінцас Сіманович (березень 1919 — вересень 1920)
- Пожела Кароліс Юозович (1923 — грудень 1926)
- Снечкус Антанас Юозович (1936 — 1939; 15 серпня 1940 — 22 січня 1974)
- Грішкявічюс Пятрас Пятрович (18 лютого 1974 — 14 листопада 1987)
- Сонгайла Рінгаудас-Бронісловас Ігнович (1 грудня 1987 — 20 жовтня 1988)
- Бразаускас Альгірдас Міколас (20 жовтня 1988 — 21 грудня 1989)
- Бурокявічюс Міколас Мартинович (на платформі КПРС) (3 березня 1990 — 23 серпня 1991; після заборони партії працював в умовах підпілля аж до своєї смерті в 2016 році)

### Другі секретарі ЦК КПЛ
- Мескупас Шмуєліс-Іцикас Маушевич (1940—1942)
- Нюнка Владас Юозович (1944)
- Ісаченко Олександр Микитович (1944—1946)
- Трофимов Олександр Степанович (1946—1952)
- Аронов Василь Петрович (1952—1953)
- Ляудіс Казимир Францович (1953—1954)
- Шумаускас Мотеюс Юозович (1954—1956)
- Шарков Борис Сергійович (1956—1961)
- Попов Борис Веніамінович (1961—1967)
- Харазов Валерій Інокентійович (1967—1978)
- Дибенко Микола Кирилович (1978—1986)
- Мітькін Микола Андрійович (1986—1988)
- Берьозов Володимир Антонович (1988—1990)
- Швед Владислав Миколайович (на платформі КПРС) (1990—1991)

### Секретарі ЦК КПЛ
- Прейкшас Казіс Казійович (1940—1948)
- Гридін Микола Степанович (1941—1945)
- Петраускас Антанас (1941)
- Чибліс Михайло Йосипович (1941)
- Зубов Олександр (1941)
- Юнчас-Кучинскас Міколас Міколович (1944—1946)
- Ляудіс Казимир Францович (1944—1947)
- Озарський Едуард Йосипович (1946—1950)
- Шупиков Данило Юхимович (1947—1950)
- Нюнка Владас Юозович (1948—1961)
- Москвинов Анатолій Олександрович (1950—1952)
- Філіпавічюс Стасіс (1950—1952)
- Беляускас Феліксас Юргович (1951—1952)
- Гайлявічюс Альфонсас Антонович (1954)
- Манюшис Йосип Антонович (1955—1967)
- Афонін Михайло Антонович (1956—1957)
- Бараускас Альбертас Болеславович (1957—1965)
- Баркаускас Антанас Стасевич (1961—1975)
- Сонгайла Рінгаудас-Бронісловас Ігнович (1962—1981)
- Ференсас Альгірдас Антанович (1967—1977)
- Шепетіс Ліонгінас Клеменсович (1975—1989)
- Бразаускас Альгірдас-Міколас Казевич (1977—1988)
- Астраускас Вітаутас Стасевич (1981—1988)
- Гедрайтіс Станісловас Антанович (1988—1989)
- Зайкаускас Броніславас Адомович (1988—1989)
- Балтрунас Валеріонас Стасевич (1989)
- Главецкас Кястутіс Владович (1989—1990)
- Палецкіс Юстас Вінцас Юстович (1989—1990)
- Гіліс Повілас (1990)
- Кіркілас Гедимінас (1990)

### Секретарі ЦК КПЛ (на платформі КПРС)
- Швед Владислав Миколайович (1989—1990)
- Бурокявічюс Міколас Мартинович (1989—1990)
- Кардамавічюс Вітаутас-Юозапас Юозович (1989—1990)
- Куоляліс Юозас Юозович (1989—1991)
- Лазутка Валентінас Антонович (1990—1991)
- Янкелевич Леон Феліксович (1990—1991)
- Науджюнас Альгімантас Яронімович (1990—1991)